# Fiat City Taxi
La Fiat 850 City Taxi, conosciuta semplicemente anche come Fiat City Taxi, è una concept car costruita nel 1968 dalla casa automobilistica italiana FIAT, disegnata da Pio Manzù in collaborazione con il Centro stile interno della casa torinese.

## Il veicolo
Il prototipo "City Taxi" venne pensato quale proposta per un veicolo adibito a servizio pubblico e destinato a circolare prevalentemente nel traffico urbano delle grandi città.
L'aspetto formale, piuttosto fuori dal comune per l'epoca e fortemente improntato alla funzionalità, venne ripreso in diversi particolari, qualche anno più tardi, per la nuova Fiat 126.
Secondo le specifiche ricevute dalla direzione aziendale, il lavoro dei progettisti fu indirizzato a ottenere un abitacolo spazioso, dotato di ottima accessibilità e mantenendo misure esterne molto contenute, per garantire una buona maneggevolezza del veicolo.
A tale scopo venne scelto di realizzare il prototipo su meccanica e pianale della Fiat 850 Special Idroconvert, dotata di convertitore di coppia idraulico, che funge anche da frizione automatica. 
Moltissime furono le soluzioni innovative studiate dai progettisti, 15 delle quali ideate ad hoc e protette con altrettanti brevetti depositati dalla Fiat. Tra le più evidenti, le fiancate asimmetriche, dovute al portellone scorrevole di accesso per i passeggeri, la cui apertura è azionabile dal conducente, tramite comando elettrico. Sul lato guida è invece disponibile una normale portiera per il conducente.
L'abitacolo ha un padiglione di notevole altezza che consente l'accesso dei passeggeri in posizione semi eretta e può ospitare, oltre al conducente, tre persone sul divanetto posteriore. È previsto anche un quinto posto di fortuna, per brevi tragitti, su uno strapuntino ribaltabile, accanto al posto guida. Un piccolo vano bagagli posteriore è raggiungibile sia dall'abitacolo che dall'esterno, attraverso il lunotto apribile, in configurazione hatchback.
La dotazione tecnica è davvero notevole per i tempi e comprende, oltre la strumentazione del modello originario e al tassametro, un apparecchio radio ricetrasmittente, con microfono incorporato nell'aletta parasole, e un piccolo televisore.
Il risultato finale è un piccolo monovolume ante litteram, agile nel traffico cittadino e piuttosto capiente, impreziosito da un'ampia superficie vetrata che consente una buona visibilità in ogni direzione, facilmente riconoscibile dagli utenti come vettura di servizio, per la sua vivace colorazione arancione.
Il prototipo, benché funzionante e ampiamente testato, venne esposto al Salone dell'automobile di Torino del 1968, ma non fu poi avviato alla produzione di serie.
Su questa vettura apparve per la prima volta il logo FIAT obliquo e incastonato in quadrati, che dal 1972 verrà utilizzato su tutta la produzione di veicoli.